# Julen är kommen
Julen är kommen är ett julalbum från 1990 av den svenska sångerskan Sofia Källgren. 
Albumet  producerades av Lasse Holm och Anders Neglin och spelades in i Nordic Sound Lab Studios i Skara och i KMH Studios i Stockholm.

## Låtlista
1. Julvisa
2. Det strålar en stjärna
3. Ding dong hör i höjd [svensk text: I.Forsman]
4. Barnet i Betlehem (blev fött i juletid) (Mary's Boy Child) [svensk text: I.Forsman]
5. Stilla natt (Stille Nacht, heilige Nacht)
6. Du lilla stad o Betlehem (O Little Town of Bethlehem)
7. Låt mig få tända ett ljus (Schlafe, mein Prinzchen, schlaf ein)
8. Julen är kommen [L.Holm/I.Forsman]
9. Gläns över sjö och strand
10. Nu tändas tusen juleljus
11. Jul, jul, strålande jul
12. När julkvällen tänder sin stjärna [L.Holm/M.Forsberg]
13. Nu är julen här [A.Neglin/E.Axelsson]
14. Härlig är jorden

## Medverkande
- Erik Rodell - oboe
- Elisabet Larsson - flöjt
- Johan Mannerstedt - slagverk
- Anders Neglin - piano, klaviatur

Producerad av Lasse Holm och Anders Neglin

## Listplaceringar
| Lista (1991) | Topplacering |
| ------------ | ------------ |
| Sverige      | 39           |